# Камила Исмаилова
Вижте пояснителната страница за други личности с името Камила.
Камила Исмаилова е руска певица, избрана да представи Сан Марино на детския песенен конкурс „Евровизия 2015“.
Макар родена и израснала в Русия, Камила представя Сан Марино на детската „Евровизия 2015“ и това не е случайно: Камила посещава Сан Марино в ранното си детство и оттогава тази страна е в сърцето ѝ. Езикът, чувството, хората, начинът им на живот и традициите в Сан Марино правят огромно впечатление на Камила, която си обещава някой ден отново да се свърже със страната.
Докато проявява интерес към културата и историята на Сан Марино, Камила също така мечтае да пее на детската „Евровизия“. Наблюдавала квалификационните рундове и живия финал, тя се запитва как деца на нейната възраст се представят на такова ниво – тогава я връхлита идеята да изпрати запис на новата си песен на местната телевизия. Когато продуцентите се свързват с родителите ѝ и ги информират, че тя е одобрена да представи страната на песенния конкурс, Камила е изпълнена с радост и изненада. Тогава започва усърдната работа: превеждане на песента на италиански и по-нататъшно учене на езика, вземане на вокални уроци и посещаване на часове по хореография, обмисляне на идеи за изпълнението и заснемане на видеоклип. Животът ѝ се променя цялостно от този момент.
Камила и приятелите ѝ от академията за кино и шоубизнес „S. T. A. R. S“ поддържат музикална класация, наречена „Kids' Top 10 with Yana Rudkovskaya“, но и провеждат модно-музикална програма под името „TrYnd-Fashion“. Обича конете и състезанията с тях.